# Joan Homs Vidal
Joan Homs Vidal (Reus, 1863 - Reus, mitjans del segle xx) va ser un escultor català.
Fill d'una família de boters, havia estat deixeble de l'escultor reusenc Andreu Arpa, que, quan es va retirar, li va deixar el taller que tenia a la plaça de sant Pere al costat de l'església prioral. La botiga era molt característica, situada en un angle de la plaça, i mostrava sempre en els seus aparadors imatgeria pròpia o d'algun escultor amic seu. Andreu Arpa el va recomanar públicament quan es va retirar. Les seves imatges, de temàtica religiosa quasi sempre, van decorar les esglésies dels pobles del Camp de Tarragona i de la seva ciutat. El 1919 va decorar i pintar un retaule nou per a l'església de Santa Maria de la Bovera, a Guimerà. El 1920 va fer una talla de la Puríssima per l'església de Santa Maria del Mar de Salou. El 1926 va restaurar uns altars a l'església de Prades. El mateix any va construir uns monuments per Setmana Santa per a l'església de Sant Jaume de Riudoms. El 1932, davant l'imminent inauguració per part de l'arquebisbe de Tarragona Vidal i Barraquer, de la nova església de Sant Joan de Reus, va muntar els altars de Santa Teresa i de Sant Antoni de Pàdua, sota la direcció de l'arquitecte Pere Caselles, i també la trona d'estil gòtic. Les últimes notícies que es tenen d'ell parlen de la construcció d'un monument neogòtic per a Setmana Santa per l'església de Sant Joan de Reus l'any 1933. El seu taller i botiga el va deixar a Joan Sotoca Montserrat, també escultor d'imatges religioses.